# Union Sportive Nœux-les-Mines
L'Union Sportive Nœux-les-Mines (più nota come US Nœux-les-Mines) è una squadra di calcio con sede a Nœux-les-Mines, in Francia. La squadra gioca le partite casalinghe nello Stade Camille-Tisserand, capiente 1.500 posti.

## Palmarès

### Altri piazzamenti
- Campionato francese di seconda divisione:

Secondo posto: 1980-1981 (girone B)
Terzo posto: 1981-1982 (girone B)